# Jenő Landler

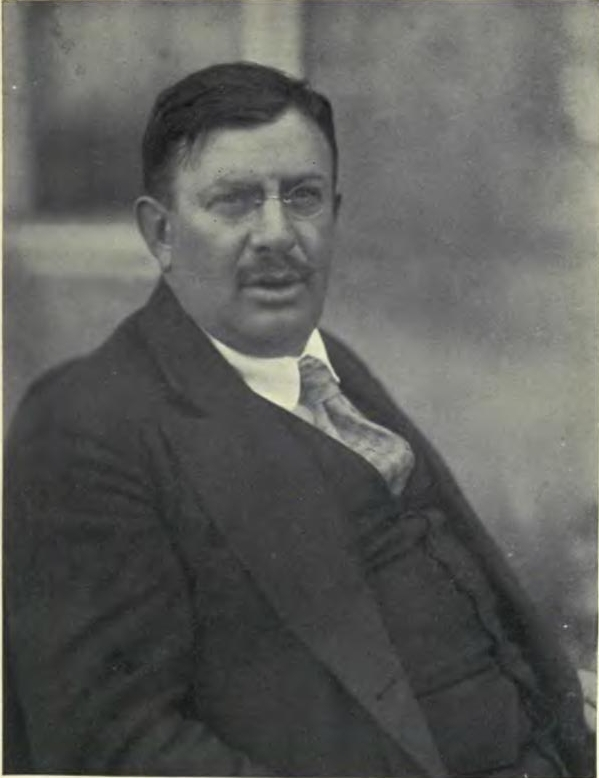
Jenő Landler (1923)

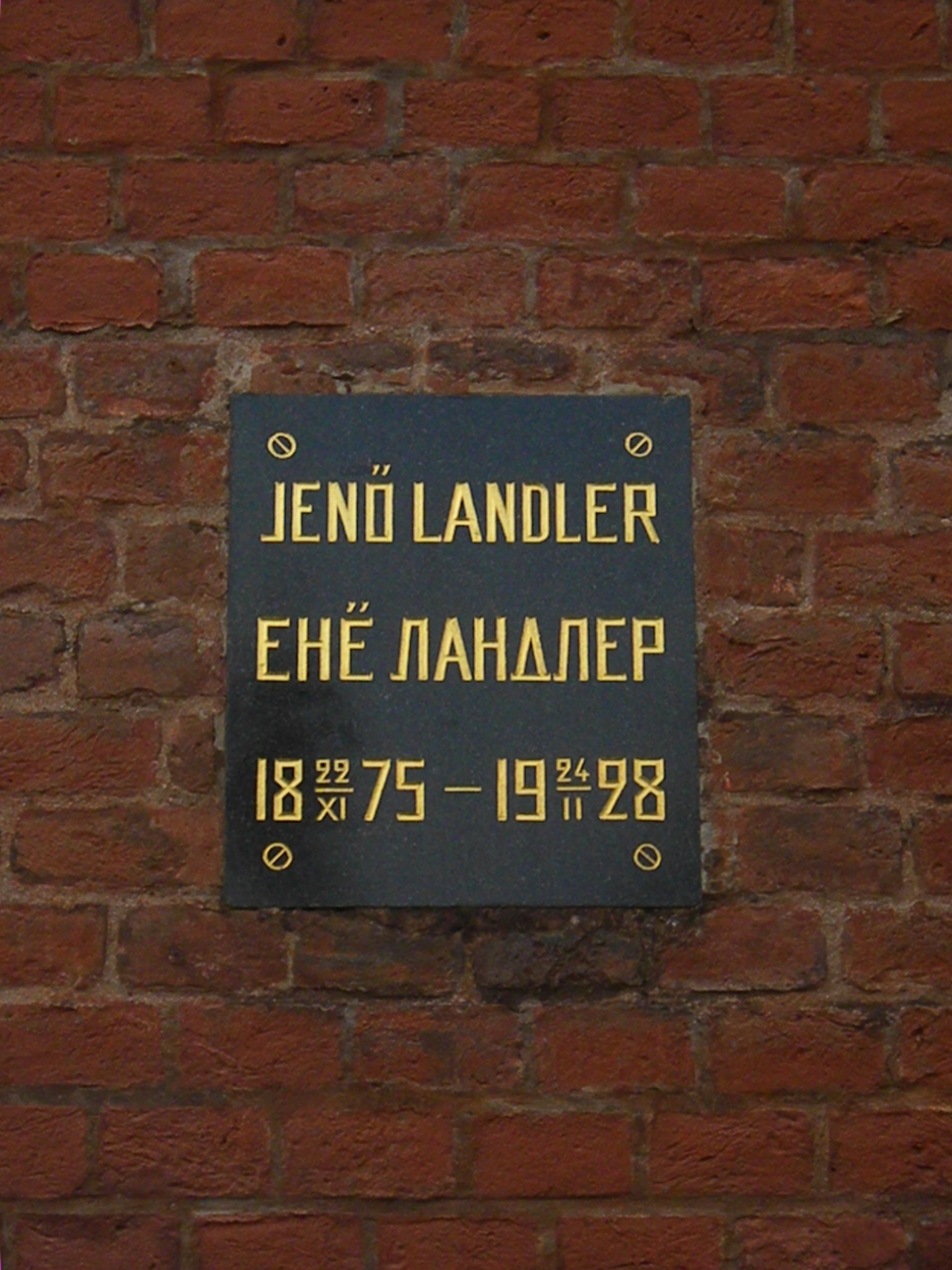
Urnengrab von Landler

Jenő Landler, auch Eugen Landler, (* 22. November 1875 in Gelse, Österreich-Ungarn; † 24. Februar 1928 in Cannes) war ein ungarischer Rechtsanwalt und sozialistischer Politiker. Er war Volkskommissar für Inneres und Oberbefehlshaber der Roten Armee der kurzlebigen Ungarischen Räterepublik. 

## Leben
Landler, Sohn eines Landpächters, schloss sein Studium an der juridischen Fakultät der Königlichen Ungarischen Universität in Budapest mit dem Advokaten-Diplom ab. Er trat der oppositionellen Unabhängigkeitspartei bei, wurde Syndikus der ungarischen Eisenbahnervereinigung und schloss sich der sozialistischen Bewegung an.
Infolge ihres Wahlsiegs bei der Parlamentswahl 1906 und ihrer anschließenden Regierungsbeteiligung von der Unabhängigkeitspartei entfremdet trat er 1908 zur Magyarországi Szociáldemokrata Párt über, deren linkem Flügel er angehörte.
Während des Ersten Weltkriegs tat sich Landler als ein Führer der antimilitaristischen Bewegung und als Hauptorganisator des großen Eisenbahnerstreiks im Juni 1918 hervor, woraufhin er von bis September 1918 inhaftiert wurde. Als Sekretär des Ungarischen Nationalrats war er ein wichtiger Organisator der erfolgreichen Asternrevolution Ende Oktober desselben Jahres. Er gehörte nunmehr zum Vorstand der sozialdemokratischen Partei und avancierte zur Hauptfigur der Vereinigung mit der kommunistischen Partei zur Magyarországi Szocialista Párt. Von März bis August 1919 war er Volkskommissar für Inneres (Innenminister) im Revolutionären Regierungsrat der Ungarischen Räterepublik. Zudem war er von Mai bis Juni 1919 Kommandant des 3. Armeekorps sowie seit Juli als Nachfolger Vilmos Böhms Oberbefehlshaber der ungarischen Roten Armee. Nach dem Fall der Räterepublik am 1. August aufgrund der Niederlage im Ungarisch-Rumänischen Krieg ging er ins österreichische Exil.
Nach seiner Internierung auf Schloss Karlstein lebte Landler in Wien, unterstützte die illegale Ungarländische Partei der Kommunisten und war auch in der österreichischen Arbeiterbewegung aktiv. Er nahm am III. und IV. Weltkongress der Kommunistischen Internationale teil und starb 1928 in Cannes. Seine Asche wurde an der Moskauer Kremlmauer bestattet. 
Von einer Gruppe ungarischer Emigranten war als sein politischer Nachfolger Georg Lukács (1885–1971), seit dem Ende der Räterepublik ebenfalls zuvörderst in Wien aufhältig, auserkoren worden. Dessen Verhaftung am 3. Mai 1928 durch österreichische Sicherheitsorgane wegen des Verdachts, mit dem ebenfalls wiederholt nach Wien zurückkehrenden Béla Kun (1886–1938) in Geheimbündelei wider Deutsch-Österreich bzw. dessen Gesetze agiert zu haben, dürfte jedoch den Absichten der Emigranten entgegengestanden sein.